# Фирсов, Анатолий Васильевич
Анато́лий Васи́льевич Фи́рсов (1 февраля 1941, Москва — 24 июля 2000, Фирсановка, Московская область) — советский хоккеист, хоккейный тренер и общественный деятель. Заслуженный мастер спорта СССР (1964). Член КПСС с 1968 года.
Выступал за «Спартак» (1954—1961) и ЦСКА (1961—1973).
Автор книги «Зажечь победы свет» (1973).

## Биография
Родившийся перед самой Великой Отечественной младшим из троих детей, рано потерял отца, погибшего на фронте. Мама, воспитательница в детском саду, поднимала детей одна.

### Хоккейная карьера
Хоккеем (сначала это был хоккей с мячом) начал заниматься в детской команде завода «Красный богатырь», оттуда перешёл в московский «Спартак». В начале 1961 года Фирсову присвоено звание мастера спорта СССР.
В 1961 году, покинув «Спартак» по ходу сезона, начал выступать за ЦСКА. Бывший на вторых-третьих ролях в прежней команде, потерявший из-за перехода возможность стать чемпионом СССР, Фирсов совершил переход на перспективу, желая быть известным тренерам сборной (хотя сыграла тогда свою роль и материальная заинтересованность). На тренировках у Тарасова Фирсов сумел существенно повысить свою физическую подготовку. Он буквально не мог жить без хоккея, «всегда был жаден до хоккея».
Выступал на позиции левого нападающего. Первыми партнёрами Фирсова в ЦСКА стали Леонид Волков и Валентин Сенюшкин, а потом тренером ЦСКА Анатолием Тарасовым он был соединён в тройку с очень молодыми тогда Владимиром Викуловым и Виктором Полупановым. Тройка очень успешно выступала пять лет, до отчисления из команды за нарушение режима Полупанова. Последние два года играл в ЦСКА и сборной СССР левым «полузащитником» в составе пятёрки, использовавшей нетрадиционную расстановку игроков (защитник, два полузащитника и два нападающих), разработанную А. В. Тарасовым и названную им «Системой» (А. Рагулин, Г. Цыганков — Фирсов, В. Викулов — В. Харламов). Валерий Харламов считал Фирсова своим наставником в хоккее.
После отстранения Тарасова от руководства сборной в 1972 году ушёл из неё и Фирсов. В суперсерии Канада-СССР (1972) не участвовал.
- Победитель Олимпийских игр 1964, 1968, 1972 (5 игр 2 шайбы); ЧМ и ЧЕ 1964—1971 (62 игры, 64 шайбы). Трижды признавался лучшим нападающим на первенствах мира 1967, 1968, 1971.
- Чемпион СССР 1963-66, 1968, 1970-73, второй призёр 1967, 1969, третий призёр 1962. В чемпионатах СССР Фирсов провёл 474 матча, забросил 346 шайб. Трижды, в 1968, 1969, 1971 годах признавался лучшим хоккеистом СССР.
- Обладатель Кубка СССР 1966—1969, 1973. Обладатель Кубка европейских чемпионов 1969—1974 (14 шайб).
- Трижды обладатель звания «Лучший Хоккеист Года» по опросам еженедельника «Футбол-Хоккей» (1967-68, 68-69, 70-71).
- Входил в список 34 лучших хоккеистов СССР в 1964 году.

В начале 1970-х первым из советских хоккеистов получил приглашение в качестве игрока в НХЛ, от представителей «Монреаль Канадиенс», «Бостона» и «Ванкувера». Разрешение уехать за рубеж Фирсов не получил, а имел проблемы, став на некоторое время невыездным, при том Фирсов сам заявлял, что хочет поиграть в НХЛ даже на условиях перечисления большей части выплат по его контракту советскому государству: «заберите деньги, оставьте только на жизнь, дайте только поиграть».
В 1973 году решил завершить карьеру игрока.
Фирсов — ещё в эпоху прямых клюшек без пружинящего изгиба крюка — обладал щелчком потрясающей силы. Однажды шайба после броска Фирсова попала в шлем вратарю «Крыльев Советов» Александру Сидельникову, пробила его и рассекла лоб. После чего голкипера в бессознательном состоянии увезли на «скорой помощи».
Фирменным, тщательно отработанным на тренировках, был у Фирсова почти уникальный финт «клюшка-конёк-клюшка», доведённый до идеального автоматизма, причём с «неудобной» для правши левой ноги (шайба, казалось бы, сходила с крюка, но затем выбрасывалась коньком вперёд — либо на рывок, либо под щелчок с правостороннего хвата; Фирсов чередовал этот приём с пасами партнёру и сделал его непредсказуемым, по своему видению игровой ситуации, а потому на этот приём соперники часто и попадались). Фирсова выпускали четвертым нападающим вместо одного из защитников, когда его команда имела численный перевес, и только он смог успешно воплощать эту схему в жизнь.
За свою карьеру хоккеиста 474 матчах чемпионатов СССР (в составе «Спартака» и ЦСКА) он забросил 344 шайбы, а в 67 матчах на чемпионатах мира, Европы и Олимпийских играх — 66 шайб. Особо памятна знатокам заброшенная на чемпионате мира 1967 года в Вене в решающем матче сборных СССР и Канады. Игра шла трудно, канадцы вели в счёте 1:0, чудеса творил канадский вратарь Сет Мартин. В одном из эпизодов Фирсов, отправившийся меняться, не глядя откинул в сторону канадских ворот подлетевшую к нему шайбу и стал перелезать через борт. На скамейке нашей команды он попал в объятия партнёров под шквал аплодисментов болельщиков: канадский защитник, пытавшийся остановить отброшенную Фирсовым шайбу, сделал это так неловко, что и их вратарь не смог её отбить.

### Жизнь после окончания карьеры хоккеиста
На игры Суперсерии-1974 приехал уже в качестве одного из тренеров, во время этого пребывания получил приглашения поработать тренером в «Монреаль Канадиенс» и «Бостон Брюинз»
Окончил МОГИФК (1977), тренер.
Главный тренер: юношеская сборная СССР в 1976—1977, 3-й призёр ЧЕ среди юниоров. Тренер ЦСКА в 1972—1977, «Легии» в 1977—1980.
В 1987 году после демобилизации из армии и ухода из большого спорта Кировский райком комсомола г. Москвы предложил Фирсову заняться тренерской работой с детьми в Экспериментальном молодёжном объединение «Кировец». Фирсов привлёк в объединение многих бывших спортсменов, которые проводили работу с детьми в Кировском районе.
Депутат Верховного Совета СССР (1988).
В 1998 году введён в Зал славы ИИХФ и Зал Славы отечественного хоккея.
Тяжело переживая смерть жены, получил инфаркт. Скончался 24 июля 2000 года после второго инфаркта, похоронен в Химках на Старосходненском кладбище.
В память хоккеиста именем Фирсова был назван найденный 31 августа 2000 года алмаз массой в 181,59 карат
В 2014 году руководство Высшей хоккейной лиги учредило приз имени Анатолия Фирсова, который ежегодно вручается лучшему игроку ВХЛ по опросу самих хоккеистов.

## Оценки современников
Анатолий Тарасов: «В игре Анатолия Фирсова меня поражала его скорость. Прежде всего, скорость мысли.»
По мнению Всеволода Боброва сильной стороной Анатолия Фирсова была способность и в жизни, и в спорте оставаться самим собой, простым, сердечным, отзывчивым и к партнерам по команде, и к хоккеистам, игравшим до него, и к пришедшим на смену, и к журналистам, и к болельщикам.

## Фирсов в кино
В 1970 году, ещё будучи действующим хоккеистом, снялся в небольшой роли самого себя в художественном фильме Ларисы Шепитько «Ты и я», вышедшем на экраны в 1971 году. В 1974 году сыграл роль хоккейного тренера в короткометражном фильме Пермской студии телевидения «Вратарь».

## Награды
- орден Трудового Красного Знамени (03.03.1972)
- 2 ордена «Знак Почёта» (1965; 1968)